# Manoir de Cantepie (Cambremer)
Le manoir de Cantepie est une demeure de la fin du XVIe ou du début du XVIIe siècle qui se dresse sur le territoire de la commune française de Cambremer, dans le département du Calvados, en région Normandie.

## Localisation
Le manoir est situé au bout d'une allée sur la route de Lisieux à Caen au lieu-dit le Cadran, sur le territoire de la commune de Cambremer. Il se trouve presque en face de l'ensemble de bâtiments, auberge ou relais de poste, qui a donné son nom au carrefour. 

## Historique
Le manoir d'origine a été construit à la fin du XVIe ou au début du XVIIe siècle pour des membres de la famille Le Gouez, détentrice de la seigneurie du Bais à Cambremer de 1455 à 1629. Le fief passe ensuite aux mains de Gui de l'Epée, écuyer, vers 1714 au plus tard. En 1747, il appartient à Jacques Denis, également écuyer.
Pendant la Révolution, le manoir est la propriété de Legraverand surnommé « le capitaine Marat », commandant la garde nationale de Cambremer, et qui eut à lutter en 1795 avec les Chouans retirés dans les bois de La Roque-Baignard.
Aux alentours de 1870, Alfred Swann, riche pharmacien propriétaire d'une boutique rue de Castiglione à Paris, se porte acquéreur de la propriété. Marcel Proust a emprunté le patronyme de Swann, ami de la famille Proust pour un des personnages  de À la recherche du temps perdu. Le titre du premier tome de cette œuvre : Du côté de chez Swann, repris dans une chanson à succès en 1975, donne une dimension particulière à ce nom en le rendant familier au grand public.

## Description
L'édifice est composé d'un logis et de deux corps de communs construits au XIXe siècle dans le style néo-normand.
Le logis d'origine dont les façades sud et est sont entièrement visibles, est un bâtiment à pan-de-bois et hourdis de brique composé de neuf travées. La toute première construction n'en comportait que six. Celle-ci s'organise symétriquement autour des portes jumelles centrales caractéristiques des manoirs de la Renaissance dans le Pays d'Auge. Ces portes s'ouvraient sur les deux pièces du  rez-de-chaussée, équipées chacune de sa cheminée placée en mur pignon. Les trois grandes lucarnes à la capucine ou à croupe sont alignées au-dessus des fenêtres de l'étage et du rez-de-chaussée. Leurs jouées viennent rejoindre curieusement les couvertures à croupe dont les fenêtres de l'étage sont pourvues. Oves, godrons et cannelures ornent les poteaux ou la sablière. Ce décor n'est pas reproduit dans les trois travées rajoutées en 1729 mais l'homogénéité de la façade est maintenue par l'utilisation des mêmes matériaux et disposition que ceux du logis initial.
À la fin du XIXe siècle, Alfred Swann charge l'architecte caennais René Jacques Baumier d'agrandir l'habitation. Le côté nord est ainsi doublé par l'ajout d'une construction en brique chaînée de pierre surmontée d'un étage à pan-de -bois et hourdis de brique. Cette construction est composée d'une avancée et d'un pavillon en retour d'équerre reliés entre eux par un porche à colonne galbée et culots sculptés de figures. Elle est bien dans l'esprit des villas néo-normandes de l'époque qui mélange les styles et multiplie matériaux et couleurs. Alfred Swann a voulu signer son œuvre en faisant poser un épi de faîtage en fer forgé qui représente un cygne et une plaque sculptée de trois pies sur la cheminée.

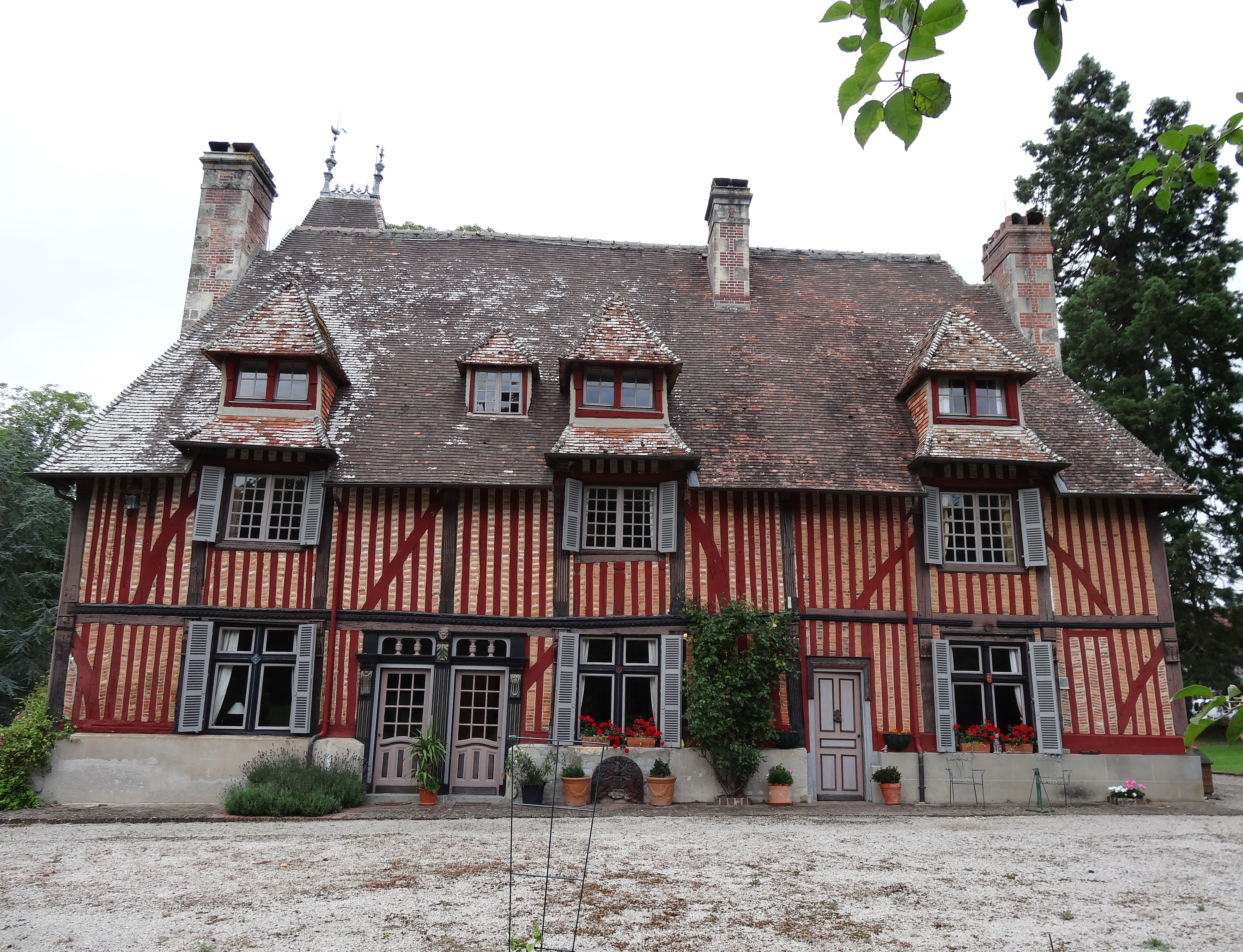
Façade à pan-de-bois et hourdis de brique.
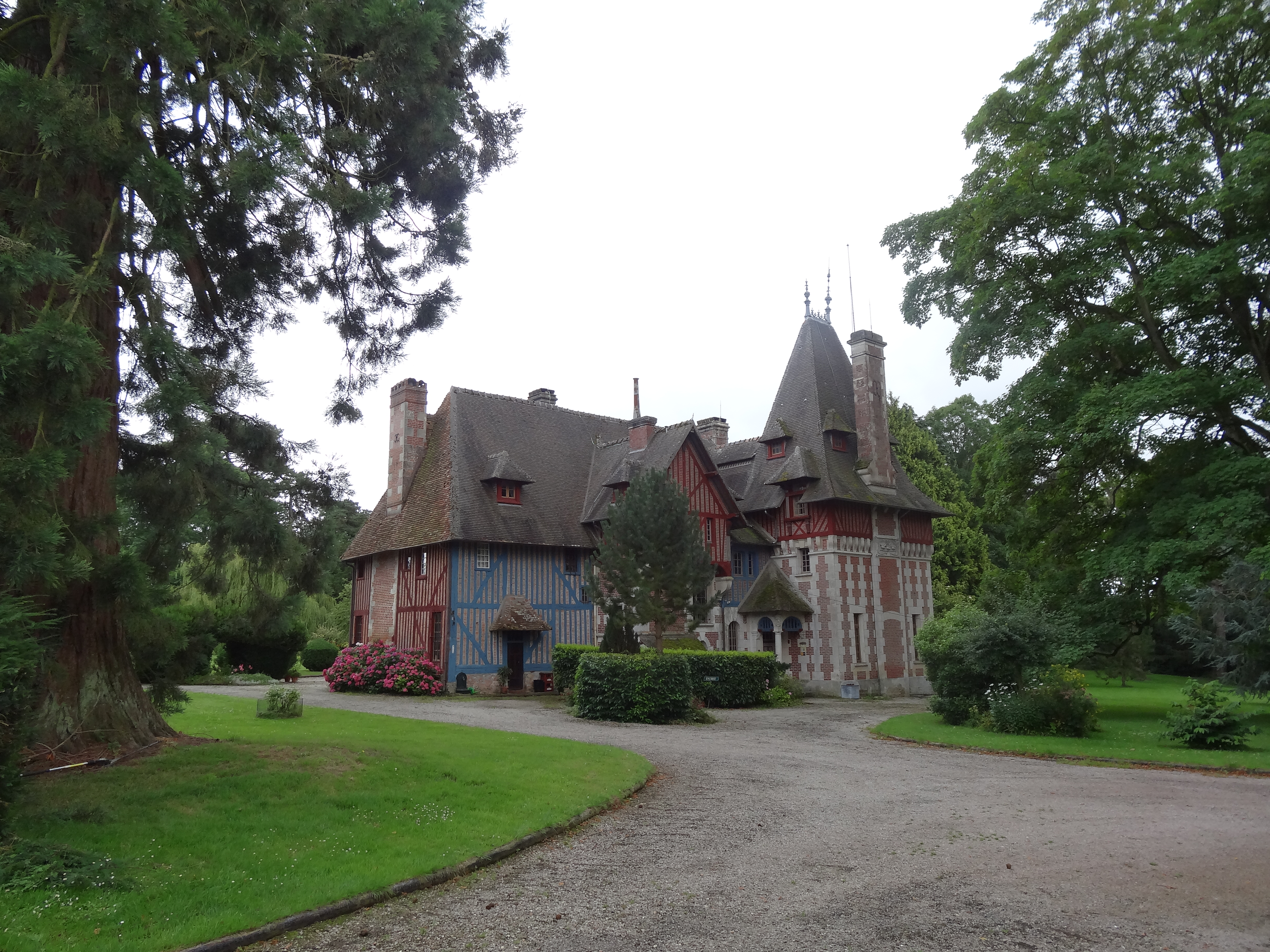
la Façade nord à pan-de-bois, et construction en brique et pierre du XXe siècle.

À l'intérieur, la salle à manger, qui figure à l'Inventaire général du patrimoine culturel, réserve des surprises. Les solives du plafond du XVIIe siècle ont conservé quatre médaillons et deux cartouches en camaïeu de bleu qui illustrent les saisons. De part et d'autre de la cheminée monumentale en pierre se déroule une frise peinte entre 1901 et 1902 par Géo Lefèvre (1873-1953) sur toile marouflée. Cette frise très colorée participe de l'art de l'affiche que le peintre a pratiqué avec succès. Elle illustre un poème de Victor Hugo, La Fiancée du timbalier, tiré des Odes et Ballades, qui raconte dans un premier volet le départ à la guerre du duc de Bretagne et de ses chevaliers et avec eux un simple timbalier. Dans la deuxième partie, les gens acclament le retour des guerriers. Mais le fiancé de la jeune fille n'est pas dans le cortège, elle tombe morte dans les bras de sa compagne. Les boiseries : portes, panneaux ainsi que les quatre aisseliers sculptés de cariatides et de personnages masculins datent du début du XXe siècle.
La dépendance au nord du logis a été construite également au XIXe siècle dans le style néo-normand. À pans de bois et hourdis de brique, elle abrite à la fois logements, garage, écurie et tout au bout un curieux pigeonnier carré couvert de petites tuiles et d'un épi de faîtage en terre cuite comme le reste du bâtiment.